# SS Richard Montgomery
Le SS Richard Montgomery était un Liberty ship qui s'est échoué, brisé et a coulé, le 20 août 1944, sur un haut-fond de l'estuaire de la Tamise, près de la ville de Sheerness. Il repose aujourd'hui à 15 mètres de fond, ses superstructures émergeant encore des flots. Il transportait alors  6 400 tonnes de bombes dont 5 000 tonnes ont pu être extraites. 
Les 1 400 tonnes d'explosifs restant — 2 000 caisses de bombes à fragmentation, environ 600 bombes de 500 livres (226,8 kg) et plus d'un millier de bombes de 1 000 livres (453,59 kg) — sont susceptibles de créer l'explosion non-nucléaire la plus importante de l'histoire.
L'épave est surveillée par la Maritime & Coastguard Agency et une zone d'interdiction a été instituée autour de l'épave. 